# Paul et Albert Leseine

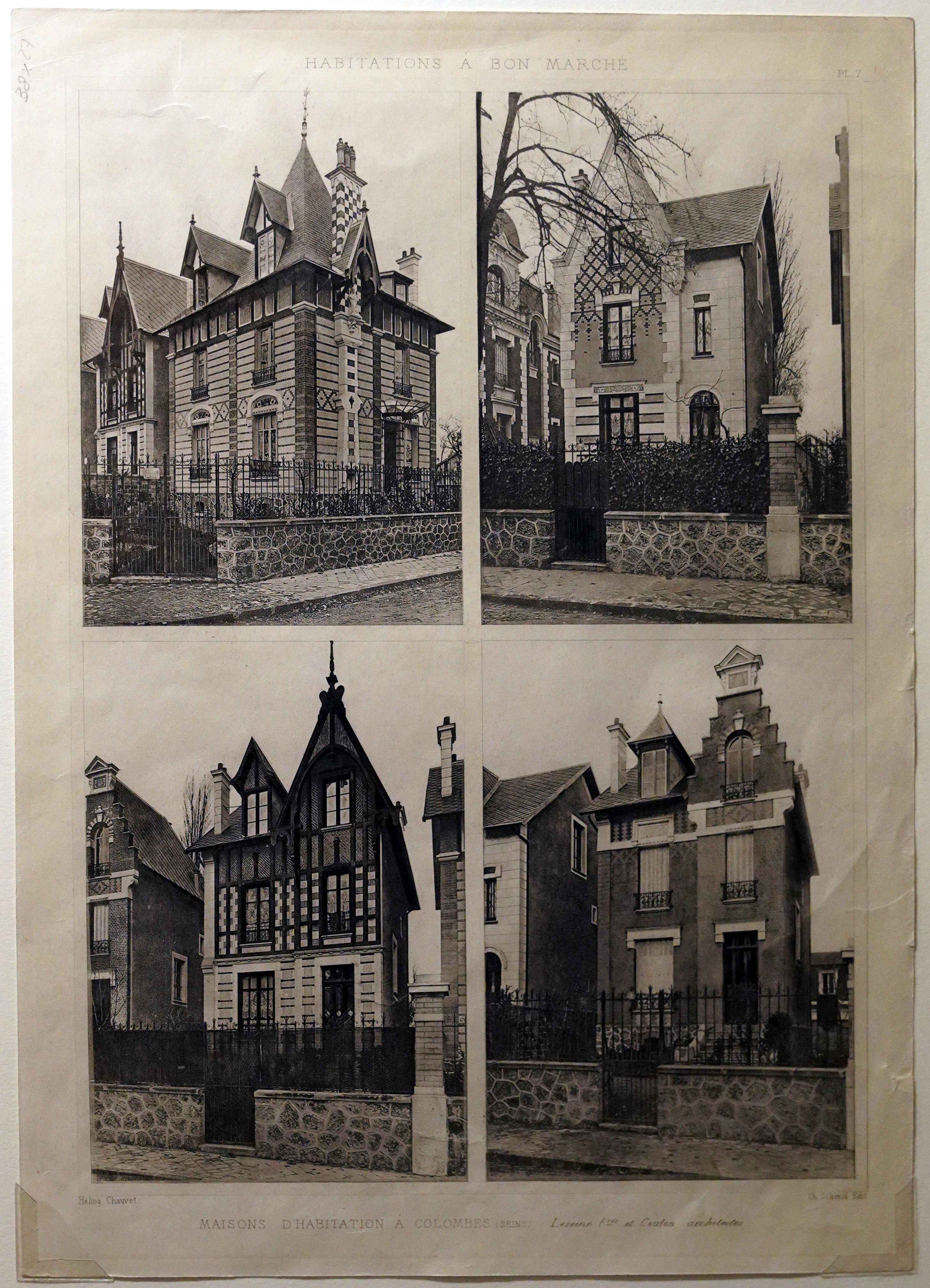
Habitations à bon marché des frères Leseine.

Paul et Albert Leseine sont deux architectes actifs en région parisienne durant la deuxième moitié du XIXe siècle. Ils sont les auteurs de l'hôtel de ville de Colombes, de groupes scolaires et de nombreuses maisons et villas de plaisance à Colombes et Enghien-les-Bains.

## Biographie
Paul (1863-1929) et Albert (1859-1930) sont issus d'une lignée de maçons devenus entrepreneurs en bâtiments implantés dans la région de Colombes depuis 1738. Leur grand-père, Denis Leseine, et leur oncle, Pierre Marie, ont été conseillers municipaux, respectivement de 1870 à 1874 et de 1888 à 1892. Paul et Albert s'associent et 1888 et signeront leurs réalisations sous le nom Leseine Frères,.
Paul Leseine est conseiller municipal de 1910 à 1919 et membre de plusieurs commissions, dont celles qui concernent la voirie et les bâtiments publics.

## Œuvres

### Argenteuil
- 19, rue Antonin-Georges-Belin : villa Albert.
- 18, rue Vigneronde : A. Couturaud, entrepreneur argenteuillais.

### Asnières-sur-Seine
- 8, rue Dupré (maison de 1903).

### Colombes

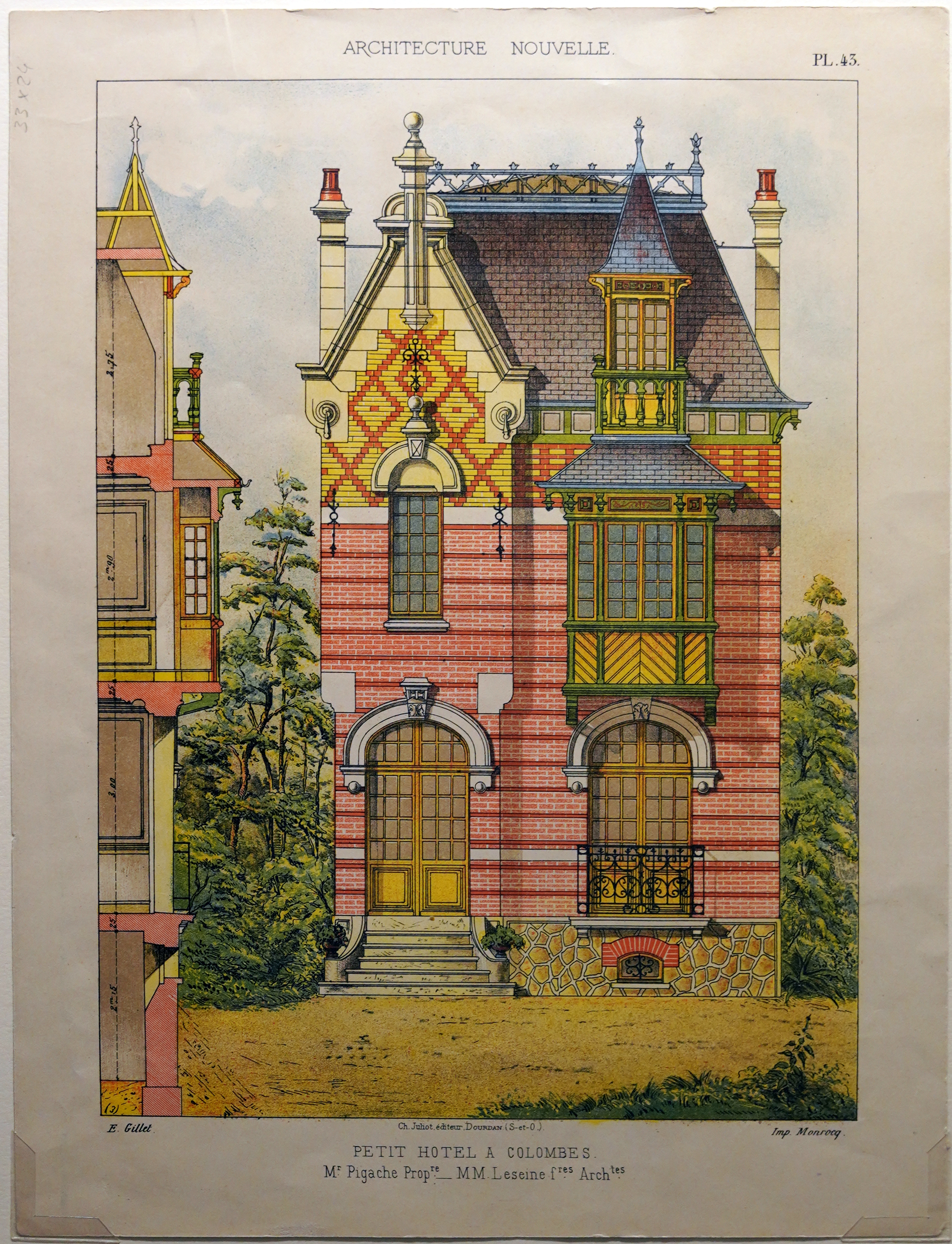
Maison rue du Maréchal-Joffre.

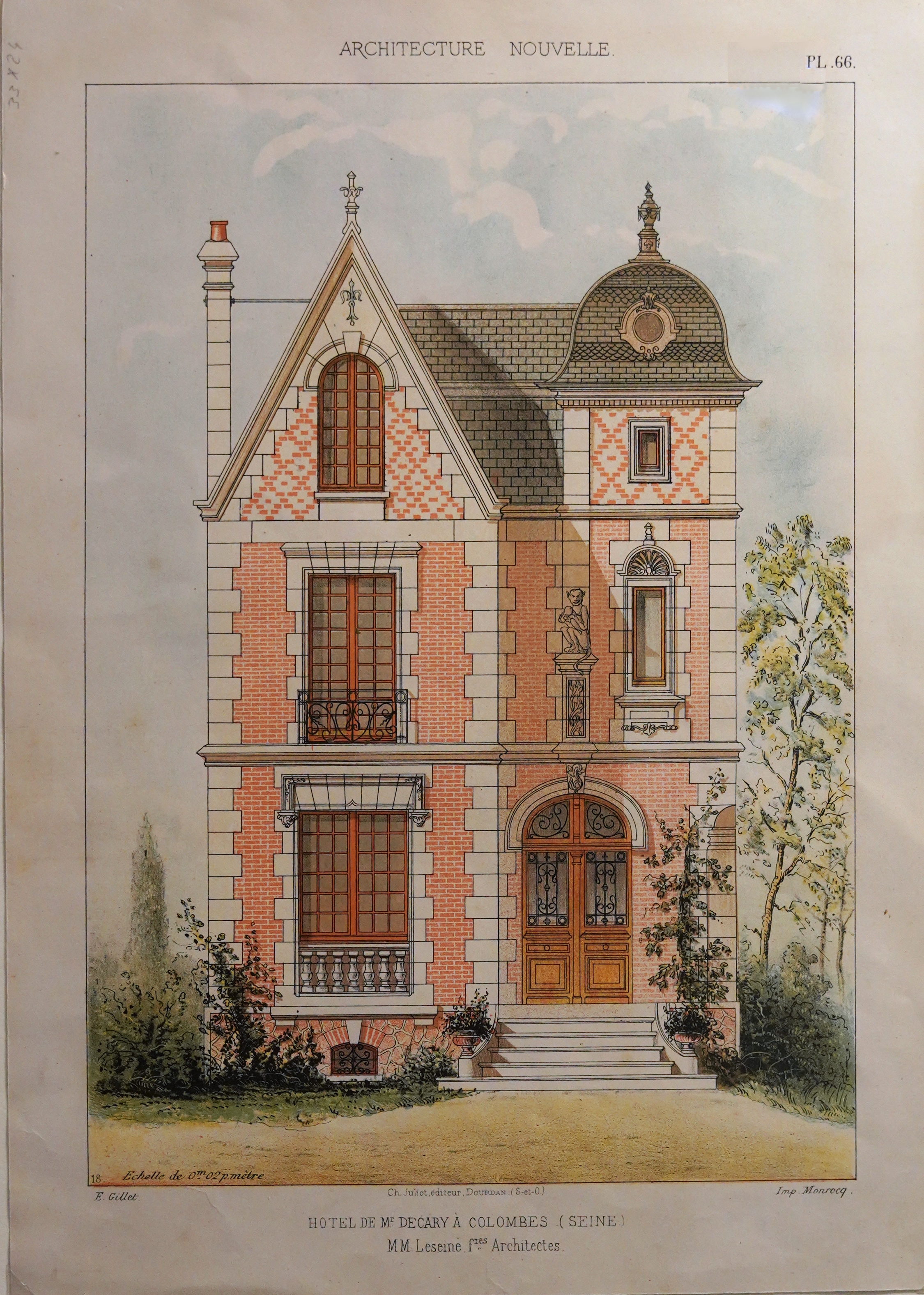
Avenue Eugénie.

- 21, avenue Henri-Barbusse, construit en 1910.
- 99, avenue Henri-Barbusse, construit en 1897.
- 22, avenue Eugénie : hôtel de M. Decary.
- 102, rue du Maréchal-Joffre, construit en 1895 pour M. Pigache,et d'autres bâtiments dans la même rue[4].
- 64, rue Hoche, construit au début du XXe siècle.
- Petite maison urbaine, pas d'adresse. A fait l'objet d'un article dans L'Architecture usuelle no 93 de 1910.
- Hôtel de ville de Colombes, inauguré en 1923[5]

### Bois-Colombes
- Château dit des Tourelles[6].
- Chalet, pas d'adresse. A fait l'objet d'un article dans L'Architecture usuelle no 279 de 1932.
- 8, avenue Robert

### Enghien-les-Bains
- maison, 12, boulevard Hippolyte-Pinaud (1897)[7].
- villa, 56, boulevard Cotte (1903)[8],[9],
- maison, 58, boulevard Cotte (1908)[8],[10].

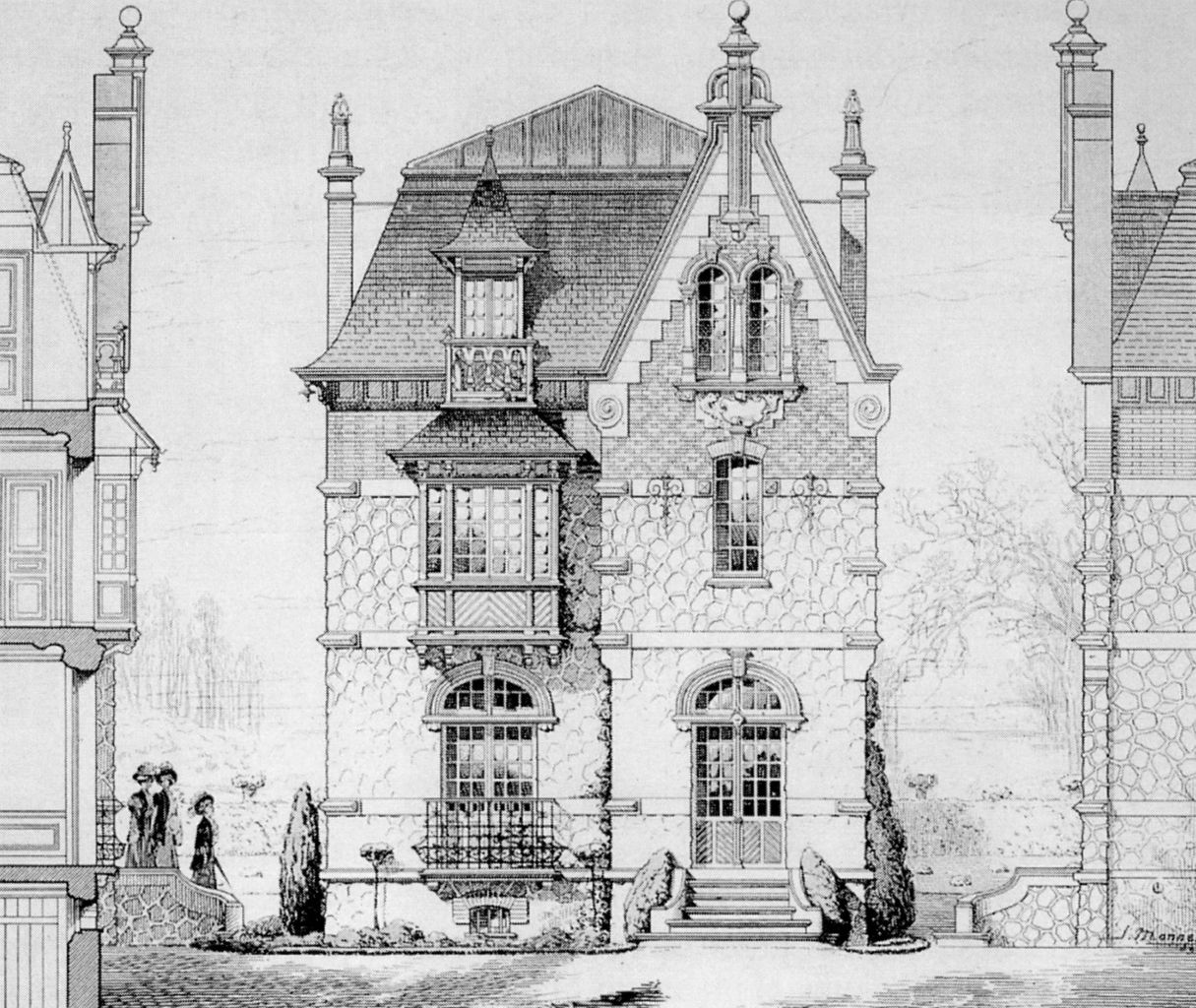
La villa du 56 dessinée par les frères Leseine à Enghien-les-Bains.

### Herblay
- 31, quai du Génie.